# Deon Hemmings
Deon Hemmings, jamajška atletinja, 9. oktober 1968, Saint Ann, Jamajka.
Nastopila je na poletnih olimpijskih igrah v letih 1992, 1996 in 2000, leta 1996 je dosegla največji uspeh v karieri z osvojitvijo naslova olimpijske prvakinje v teku na 400 m z ovirami, leta 2000 je bila v tej disciplini in v štafeti 4x400 m srebrna. Na svetovnih prvenstvih je osvojila srebrno in dve bronasti medalji v teku na 400 m z ovirami ter eno bronasto medaljo v štafeti 4x400 m.